# Dio (sastav)
Dio je bio američki heavy metal sastav, osnovan 1982. godine, kojeg je osnovao pjevač Ronnie James Dio, nakon što je napustio Black Sabbath u namjeri da osnuje novi sastav s kolegom bubnjarom iz Black Sabbatha, Vinnyjen Appiceom. Ime Dio izabrano kako bi buduće obožavatelje privukli sastavu, je jer samo ime Ronnieja James Dia bilo poznato.
Sastav je objavio deset studijskih albuma te je kroz godine izmijenio velik broj članova, od kojih je Dio jedini bio stalan član. Gitaristi sastava bili su Craig Goldy, Doug Aldrich, Vivian Campbell, Warren DeMartini, Tracy G, Jake E. Lee i Rowan Robertson.
Sastav se raspao nakon što je 2010. godine Ronnie James Dio iste godine preminuo od raka želudca. Sastav je ukupno prodao više od 10 milijuna kopija albuma diljem svijeta.

## Članovi
Konačna postava
- Ronnie James Dio – vokali, klavijature (1982. – 1991., 1993. – 2010.; preminuo)
- Craig Goldy – gitara, klavijature (1986. – 1989., 1999. – 2001., 2004. – 2005., 2006. – 2010.)
- Rudy Sarzo – bas-gitara (2005. – 2010.)
- Simon Wright – bubnjevi, udaraljke (1989. – 1991., 1998. – 2010.)
- Scott Warren – klavijature (1993. – 2010.)

### Naredni sastavi
Dvije skupine sastavljene od bivših članova Dia, DIO Disciples i Last in Line, ujedinili su se samostalno kako bi svirali Dio pjesme uživo.

#### Dio Disciples
| Sadašnja postava - Craig Goldy – gitara (2011.–danas) - Simon Wright – bubnjevi (2011.–danas) - Scott Warren – klavijature (2011.–danas) - Bjorn Englen – bas-gitara (2012.–danas) - Oni Logan – vokali (2012.–danas) - Mark Boals - vokali (2013.–danas) - Tim "Ripper" Owens – vokali (2011. – 2014., 2016.-danas) | Bivši članovi - Rudy Sarzo – bas-gitara (2011.) - Toby Jepson – vokali (2011. – 2012.) - James LoMenzo – bas-gitara (2011. – 2012.) | Članovi na turnejama - Doro Pesch - vokali (2011.) - Vinny Appice - bubnjevi (2013., 2014.) - Rowan Robertson - gitara (2013.) - Gonzo Sandoval - bubnjevi (2014.) |

#### Last In Line
| Sadašnja postava - Vinny Appice - bubnjevi (2012.–danas) - Vivian Campbell - gitara (2012.–danas) - Andrew Freeman - glavni vokali (2012.-danas) - Phil Soussan - bas-gitara (2016.-danas) | Bivši članovi - Jimmy Bain - bas-gitara (2012. – 2016.; preminuo) - Claude Schnell - klavijature (2012. – 2015.) - Erik Norlander - klavijature (2016. – 2018.) |

## Diskografija
Studijski albumi
- Holy Diver (1983.)
- The Last in Line (1984.)
- Sacred Heart (1985.)
- Dream Evil (1987.)
- Lock Up the Wolves (1990.)
- Strange Highways (1993.)
- Angry Machines (1996.)
- Magica (2000.)
- Killing the Dragon (2002.)
- Master of the Moon (2004.)

Albumi uživo
- Intermission (1986.)
- Inferno: Last in Live (1998.)
- Evil or Divine – Live in New York City (2003.)
- Holy Diver – Live (2006.)
- At Donington UK: Live 1983 & 1987 (2010.)
- Finding The Sacred Heart: Live In Philly 1986 (2013.)
- Live in London, Hammersmith Apollo 1993 (2014.)
- Chasing Rainbows - Live At The Coliseum Washington 1984 (2014.)

Videografija
- Live in Concert (VHS, LaserDisc, 1984.)
- A Special from the Spectrum (VHS, LaserDisc, 1984.)
- Sacred Heart "The Video" (VHS, 1986., DVD, 2004.)
- Time Machine (VHS, 1990.)
- Evil or Divine: Live in New York City (DVD, 2003.)
- We Rock (DVD) (DVD, 2005.)
- Holy Diver: Live (DVD, 2006.)
- Finding The Sacred Heart: Live In Philly 1986 (DVD, Blu-ray, 2013.)
- Live in London: Hammersmith Apollo 1993 (DVD, Blu-ray, 2014.)